# Micro Transport Protocol
Micro Transport Protocol (μTP) es un protocolo libre multiplataforma diseñado para ser usado en las conexiones P2P del protocolo BitTorrent, está implementado sobre el protocolo UDP, como alternativa a TCP para la transferencia de datos. Se encuentra bajo la licencia MIT.
uTP fue diseñado para evitar latencias, pero aprovechando el ancho de banda cuando la latencia no es excesiva. Esto significa que uTorrent no saturaría la conexión a Internet, aunque no exista un límite de descarga.

## Características
Los trackers UDP utilizan un protocolo diferente para comunicación de trackers, ya que utilizan un poder de procesamiento significablemente menor en el tracker final. Esto es importante, debido a los limitados recursos que poseen los trackers, entonces esto les permite soportar más usuarios, con el actual hardware y no caerse en una sobrecarga.
uTP es un método de comunicación alternativo para el tráfico BitTorrent, permite en el cliente la regulación automática de ancho de banda, evitando un impacto notorio en su conexión a internet. Esto permitirá que cuando un usuario en la red descargue torrents, los otros usuarios de la red no sientan un impacto notorio en su conexión. Esto no requiere una configuración adicional.
Además, uTP posee su propia forma de STUN, un método de obtener conexiones entrantes sin redirigir la conectividad a Internet. Esto le permite a μTorrent atravesar directamente a través de routers y firewalls para incrementar la conectividad y mejorar las velocidades. Incluso es posible conectar dos peers con cortafuegos mediante la característica uTP's NAT traversal.

## Polémica
Se ha acusado a Bittorrent (dueño de μTorrent), de que este protocolo competiría directamente con los recursos utilizados por VOIP y juegos de red, ya que estos utilizan el protocolo UDP para funcionar.
Pero según Bittorrent: "el paso de μTorrent al protocolo UDP es para lograr el efecto opuesto... : Aliviar la carga de la red, ya que el tráfico actual del protocolo UDP en Internet es menor al 2%. Con μTP se planea implementar su propio control de congestión midiendo latencias, y detectando los puntos en donde la red no puede cumplir con la demanda. Ante esos puntos, μTorrent iría más lento, esperando a que las cosas se vuelvan un poco más fluidas."